# جو اسپانو
جو اسپانو (انگلیسی: Joe Spano؛ زادهٔ ۷ ژوئیهٔ ۱۹۴۶) یک هنرپیشه اهل ایالات متحده آمریکا است. وی از سال ۱۹۶۷ میلادی تاکنون مشغول فعالیت بوده‌است.
از فیلم‌ها یا برنامه‌های تلویزیونی که وی در آن نقش داشته است می‌توان به آپولو ۱۳، ترس کهن، تفکیک و رنجرهای تگزاس اشاره کرد.